# Vicko Kapitanović
Fra Vicko Kapitanović (Ogorje, 12. lipnja 1944. – Split, 22. listopada 2015.), hrvatski franjevac, teolog, visoki crkveni dužnosnik i istraživač hrvatske filozofske baštine.

## Životopis
Rođen od oca Jure i majke Jandre r. Čolak. U Ogorju završio osnovnu školu, a Franjevačku klasičnu gimnaziju u Sinju i Zagrebu. U Makarskoj je išao na filozofsko-teološki studij. 1960. godine je stupio na Visovcu u novicijat gdje je položio prve jednostavne zavjete 11. srpnja 1961. godine. Svečane zavjete položio je 25. ožujka 1966. u Makarskoj. Za đakona je zaređen 9. ožujka 1968. u Makarskoj, a red prezbiterata primio je 29. lipnja 1968. u Splitu. Mladu misu proslavio je u rodnoj župi Ogorje 30. lipnja 1968. godine. U Rimu je bio na studiju crkvene povijesti. 1977. godine doktorirao je na Gregoriani. Obnašao je službe u Franjevačkoj provinciji Presvetog Otkupitelja: župni vikar u Drnišu, profesor na KBF-u u Splitu, profesor i rektor na Bogosloviji u Makarskoj, urednik Službe Božje, vikar, definitor i vikar Provincije. Generalni vizitator Slovenske provincije sv. Križa, te vanjski suradnik Pedagoškog fakulteta Sveučilišta u Mostaru i Filozofskog fakulteta Sveučilišta u Splitu. Bio je provincijski knjižničar i arhivar. Bio je gost predavač na Antonianumu u Rimu. Umro je u Splitu 22. listopada 2015., u 72. godini života, 56. redovništva i 48. svećeništva.

## Djela
Objavio je djela u raznim časopisima. Ističu se:
- Fra Andrija Dorotić (1978.)
- Nevest (1992.)
- Rukopisna i knjižna baština Franjevačke visoke bogoslovije u Makarskoj (1993.)
- Kristu subličen. Život i vrline fra Ante Antića (Split - 2004. i Rim 2006.)
- Kršćanska arheologija (2006.)
- Rimski Ilirik u odrazu kršćanske književnosti (2006.)
- Povijesna vrela i pomoćne znanosti (2012.)

## Nagrade
Dobio je nagrade:
- 1977.: Počasna medalja, poklon pape Pavla VI. za doktorat
- 2009.: Plaketa za izvanredan doprinos razvoju Sveučilišta u Splitu
- 2011.: Splitsko-dalmatinska županija – nagrada za životno djelo